# Lorin Maazel
Lorin Varencove Maazel (6. března 1930 Neuilly-sur-Seine – 13. července 2014) byl americký dirigent, houslista a skladatel, mimo jiné generální manažer Vídeňské státní opery a hudební ředitel Newyorské filharmonie.

## Životopis
Narodil se na jaře 1930 na pařížském předměstí Neuilly-sur-Seine židovským rodilým Američanům Lincolnu a Marii Maazelovým, rovněž hudebníkům. V roce 1932 se rodina přestěhovala zpět do Ameriky. Pětiletý Lorin tam začal studovat hru na housle u Karla Moldrema a o dva roky později dirigování u Vladimira Bakalejnikova. Po přehrávkách s Losangeleskými filharmoniky měl svůj oficiální debut s Orchestrem University of Idaho, s nímž řídil Schubertovu Nedokončenou symfonii. V roce 1939 dvakrát vystoupil s orchestrem i na Světové výstavě v New Yorku. V rozmezí svých 9 až 15 let pak stihl odřídit většinu významných amerických orchestrů, včetně NBC Symphony na pozvání Artura Toscaniniho (v roce 1941). Ve svých 12 letech poprvé dirigoval i Newyorskou filharmonii.
Během pozdějšího studia matematiky, jazyků a filosofie na Pittsburské univerzitě řídil univerzitní symfonický orchestr i smyčcové kvarteto. V roce 1951 odjel na stipendium do Říma studovat renesanční a barokní hudbu. Během svého italského pobytu zaskočil za nemocného dirigenta při koncertě v sicilské Catanii s předehrou ze Smetanovy Prodané nevěsty a tím odstartoval svou evropskou profesionální dráhu.
Ve svých 30 letech už měl odřízeno přes tři stovky vystoupení a stal se nejmladším a zároveň prvním americkým dirigentem, který vystoupil na wagnerovském festivalu v Bayreuthu (zároveň též prvním židovským dirigentem od 2. světové války). Začal nahrávat u známých značek Deutsche Grammophon a Decca, pro něž s Berlínskou a později i Vídeňskou filharmonií pořídil řadu ceněných záznamů.
V roce 1965 získal místo uměleckého ředitele Deutsche Oper v Berlíně, kterou řídil do roku 1971. Poté se vrátil na deset let zpět do Ameriky, kde se chopil hudebního řízení Clevelandského orchestru. V roce 1978 si mimo jiné odbyl svůj pozdní debut v londýnské Královské opeře. S Clevelandským orchestrem vytrval až do roku 1982, kdy nastoupil na místo generálního ředitele Vídeňské státní opery. Čtyřletý kontrakt však v polovině ukončil po neshodách s hráči i s rakouským ministrem kultury.
Poté se stal prvním konzultantem a následně, v letech 1988 až 1996, hudebním ředitelem Pittsburského symfonického orchestru. Vrcholem kariéry tehdy 72letého Lorina Maazela se stal nástup do vedení Newyorské filharmonie v roce 2002. Roku 2009 z filharmonie odešel na rodinnou farmu ve Virginii, kde spolu se svou ženou založil Castletonský festival.
V roce 2010 však ještě přijal nabídku stát se hudebním ředitelem Mnichovské filharmonie. Z jejího čela odešel předčasně v červnu 2014, poté co už na jaře téhož roku musel zrušit své vystoupení v Carnegie Hall ze zdravotních důvodů. Ty pak zřejmě dospěly k jeho úmrtí 13. července 2014 na komplikace spojené se zápalem plic.